# Stefanowo (powiat kolski)
Stefanowo – wieś w Polsce położona w województwie wielkopolskim, w powiecie kolskim, w gminie Babiak, przy trasie drogi wojewódzkiej nr 263.
W latach 1975–1998 miejscowość administracyjnie należała do województwa konińskiego.
Zobacz też: Stefanowo.